# Rumänische Revolution von 1848

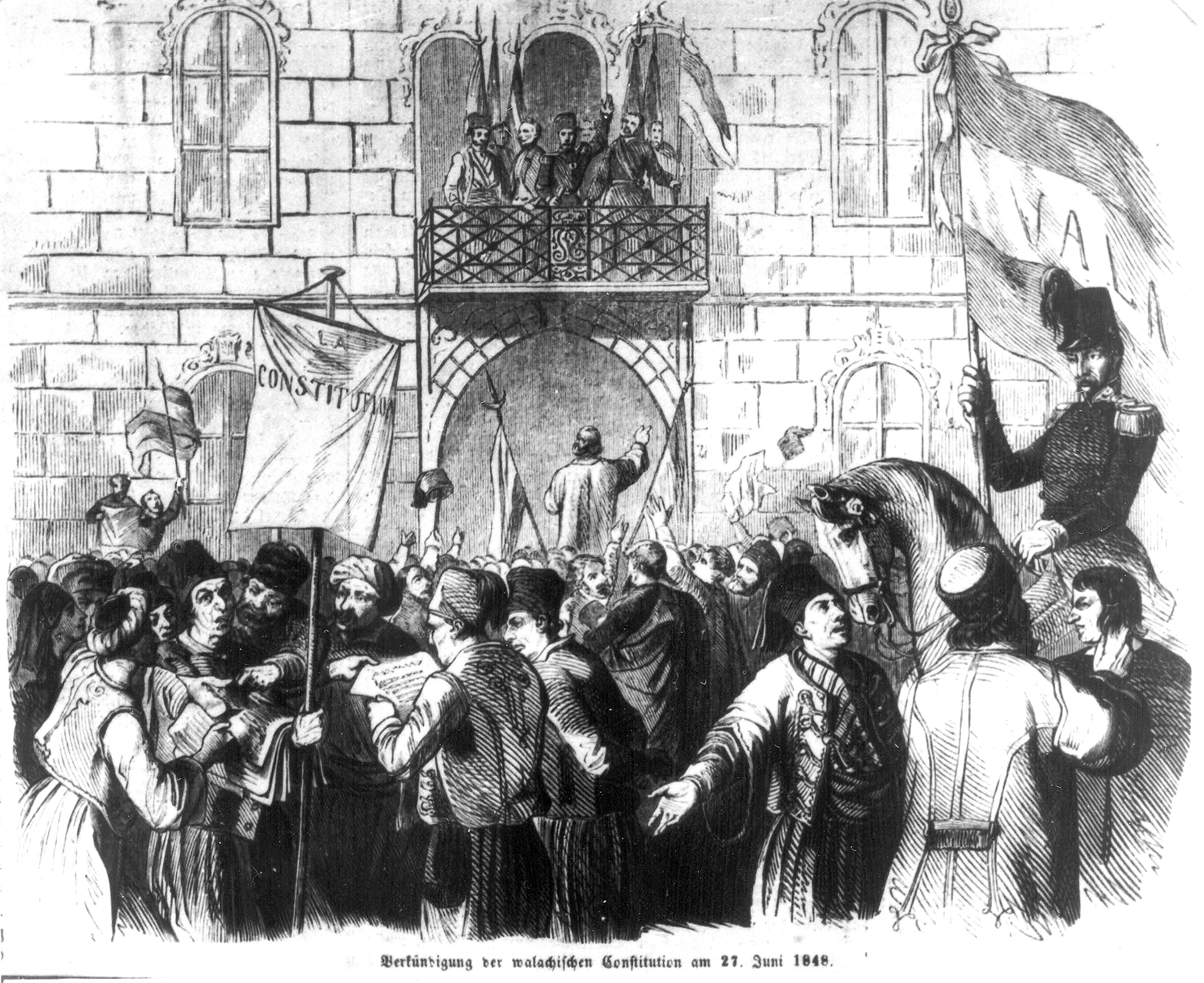
Verkündung der revolutionären walachischen Verfassung am 27. Juni 1848 in Bukarest

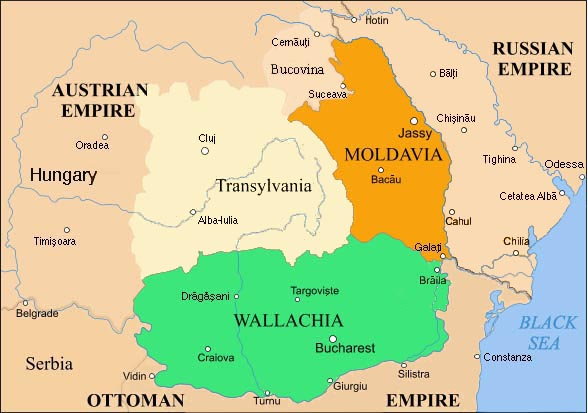
Die Territorien der Fürstentümer Walachei (hier: Wallachia) und Moldau (hier: Moldavia) sowie Siebenbürgens (hier: Transylvania) zur Zeit der Rumänischen Revolution

Rumänische Revolution von 1848 (rumänisch Revoluția română de la 1848) ist die Bezeichnung verschiedener, größtenteils niedergeschlagener revolutionärer Bestrebungen im Frühjahr und Sommer des Jahres 1848, die die Änderung der sozialen und politischen Strukturen in der Region zum Ziel hatten. Sie waren Teil der europäischen Revolutionen von 1848/49. Zur Zeit der Romantik hatte sich wie bei vielen anderen Völkern in Europa auch unter den Rumänen ein nationales Bewusstsein entwickelt. Da sie sich im Kontrast zu den benachbarten Slawen, Deutschen und Ungarn sahen, betrachteten viele national gesinnte Rumänen andere romanische Länder, besonders Frankreich, als Vorbilder für ihre Nation. Westlich orientierte Kräfte betrachteten es als ihre Aufgabe, das rumänische Volk näher an die Moderne zu bringen.
Die Revolution von 1848 umfasste Gebiete mit einem hohen rumänischen Bevölkerungsanteil in verschiedenen Staaten und förderte damit das Nationalbewusstsein. Allerdings verliefen die Ereignisse in der Region Moldau, in der Walachei und in Siebenbürgen weitgehend unabhängig voneinander, auch wegen der Verschiedenartigkeit der jeweiligen Probleme. Die rumänische Geschichtsschreibung der Zwischenkriegszeit und in der Ära des Kommunismus stellte die revolutionären Erhebungen überwiegend als Versuch dar, einen rumänischen Nationalstaat in seinen späteren Grenzen entstehen zu lassen. Für die meisten Revolutionäre von 1848 – insbesondere in Siebenbürgen – spielte dieser Gedanke jedoch keine Rolle und war damals auch wenig realistisch.
Viele Revolutionäre in der Walachei und Moldau forderten die Vereinigung der unter osmanischer bzw. russischer Oberherrschaft stehenden Fürstentümer. Die Rumänen im damals zu Ungarn gehörenden Siebenbürgen verlangten ihre soziale und politische Gleichberechtigung; vereinzelt wurde auch die Forderung nach einer Vereinigung mit der Walachei und dem Fürstentum Moldau laut.
In der Revolution von 1848 versuchten die rumänischen Revolutionäre in ihren Forderungen, westeuropäische Gegebenheiten auf die Fürstentümer Moldau und Walachei zu übertragen. Sie propagierten die Abschaffung des russischen Protektorats und die Vereinigung der Moldau und der Walachei, die Emanzipation der Bauern aus der Leibeigenschaft und ein allgemeines Wahlrecht. Jedoch vereinten das Osmanische Reich und Russland ihre Kräfte, um dieses Vorhaben zu unterdrücken. Im Fürstentum Moldau dauerte die Revolution nur kurz; in der Walachei agierten die Revolutionäre von Juni bis September 1848.
Trotz des Scheiterns begünstigten die Revolutionen die Bildung des Fürstentums Rumänien ein Jahrzehnt später.

## Revolution in der Moldau

Fürst Alexandru Ioan Cuza

Im Fürstentum Moldau hatte in den Jahren vor der Revolution der Fürst Mihail Sturdza zunehmend autoritär regiert. Hiergegen fand sich eine breite Opposition aus Adeligen und bürgerlich-liberalen Kräften zusammen. Am 8. April 1848 verabschiedeten Vertreter dieser Gruppen in Iași eine Petition, die eine maßvolle Liberalisierung des öffentlichen Lebens verlangte. Die nationale Frage spielte dabei keine Rolle. Zu den Opponenten des Fürsten gehörten die späteren Ministerpräsidenten Mihail Kogălniceanu und Manolache Costache Epureanu, der spätere Fürst Alexandru Ioan Cuza und der Dichter Vasile Alecsandri. Sturdza ließ sich zunächst auf Verhandlungen ein, zog jedoch heimlich die ihm unterstehende Miliz zusammen, die die Beschwerdeführer verhaftete oder zur Flucht ins Ausland zwang. Damit war die Revolution nach kurzer Zeit gewaltsam, aber unblutig beendet. Im Sommer 1848 schließlich besetzten russische Truppen das Fürstentum.

## Revolution in der Walachei

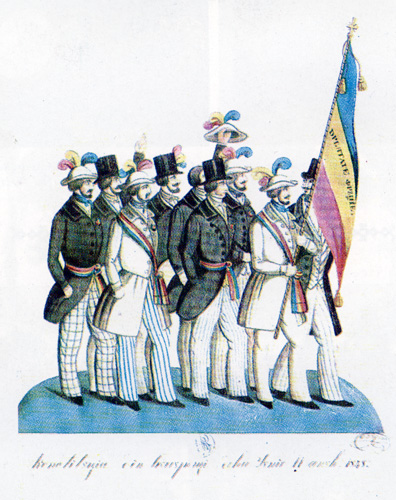
Demonstration während der walachischen Revolution (Zeichnung von Costache Petrescu)

Im Fürstentum Walachei trugen neben einigen Adeligen zunächst Bukarester Studenten, die durch Auslandsaufenthalte insbesondere in Frankreich westeuropäisch orientiert waren, den Gedanken der Revolution. Wie in der Moldau traten auch hier die Opponenten in Verhandlungen mit dem Fürsten (Gheorghe Bibescu). Dieser versuchte, den Revolutionären entgegenzukommen, hatte aber durch den Druck des russischen Konsuls, der jeder revolutionären Bewegung ablehnend gegenüberstand und mit dem Einmarsch russischer Truppen drohte, kaum Spielraum. Fehlende Fortschritte in den Verhandlungen radikalisierten die Revolutionäre. Es kam zu lokalen Aufständen im gesamten Fürstentum, vor allem in der Kleinen Walachei. Daran beteiligten sich zunehmend auch Bauern.

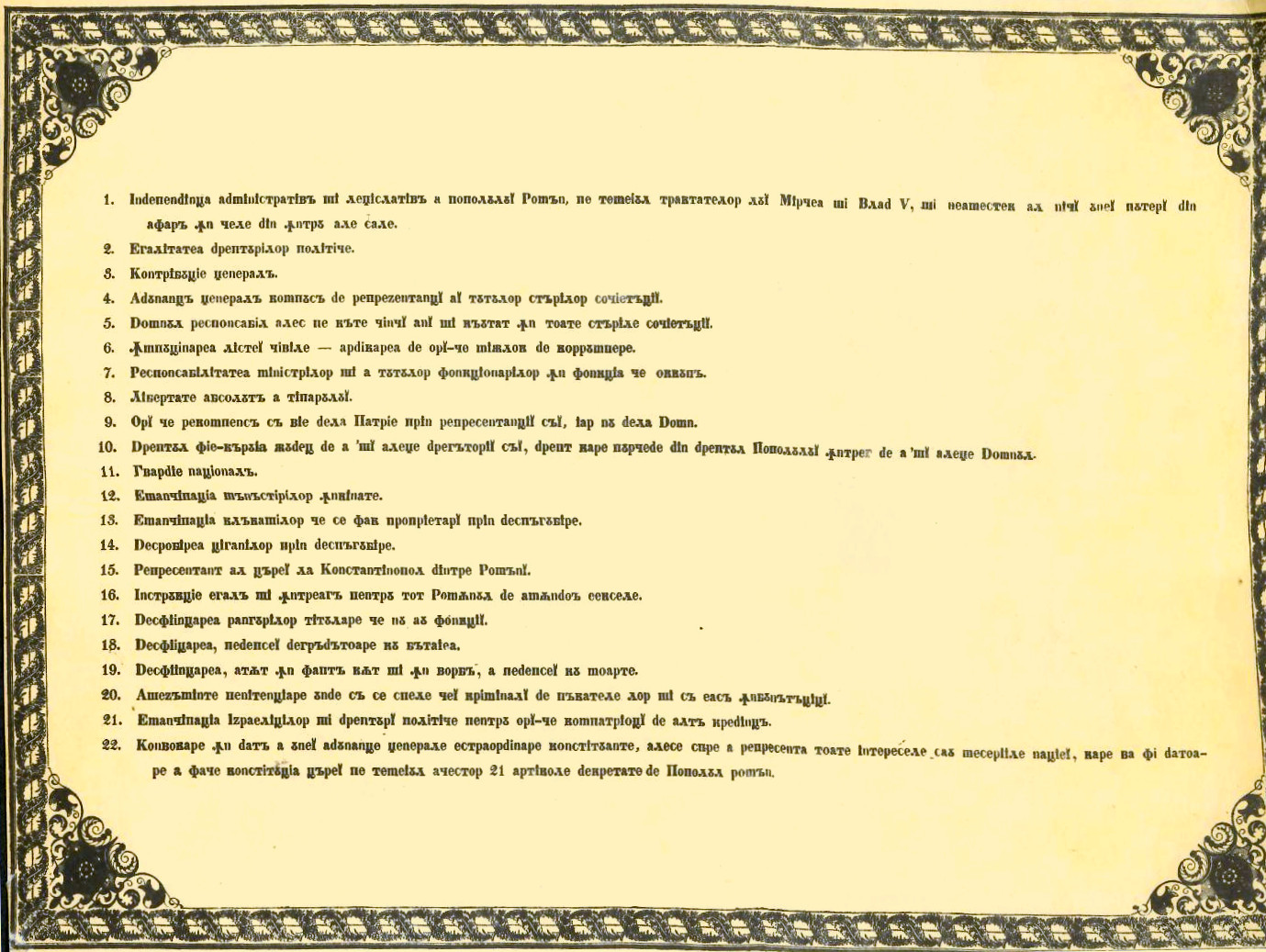
Proklamation von Islaz

Im Ort Islaz an der Donau trat im Juni eine große Versammlung insbesondere von Bauern zusammen, auf der am 22. Juni 1848 die Proklamation von Islaz verabschiedet wurde. Diese sah eine grundlegende Umgestaltung der Gesellschaft vor, was ein allgemeines Wahlrecht, die Säkularisation von Kirchenbesitz und die Abschaffung der Sklaverei beinhaltete, von der besonders Roma betroffen waren. Vor allem aber wurde eine grundlegende Landreform gefordert. Die osmanische Suzeränität sollte ausdrücklich nicht angetastet werden. Dagegen zielten einige Äußerungen indirekt gegen die russische „Schutzherrschaft“. Eine staatliche Vereinigung der Rumänen wurde nicht ausdrücklich gefordert; allerdings bezog sich die Deklaration auf „über 8 Millionen Rumänen“, womit vermutlich auch die unter österreichischer Herrschaft lebenden Rumänen gemeint waren.
Am 23. Juni 1848 unterzeichnete Fürst Bibescu die „Proklamation von Islaz“ als „Verfassung“. Zwei Tage später dankte er ab und begab sich nach Kronstadt, d. h. auf österreichisches Gebiet. In der Hauptstadt Bukarest etablierte sich eine revolutionäre Regierung, die mit der Umsetzung des „Programms von Islaz“ begann. Ein Versuch der konservativen Offiziere Odobescu und Solomon, die Regierung abzusetzen, schlug am 30. Juni 1848 fehl, weil eine Menschenmenge unter der Führung Ana Ipătescus die verhafteten Revolutionäre wieder aus dem Königspalast befreite. Sie ging jedoch sehr zögerlich vor; zum einen waren sich die Revolutionäre uneins. Der Schriftsteller Nicolae Bălcescu und der Offizier Gheorghe Magheru vertraten den radikalen, der Dichter Ion Heliade-Rădulescu und der Großgrundbesitzer Ion C. Brătianu den gemäßigt-konservativen Flügel. Zudem drohte immer eine Intervention der ausländischen Mächte. Auf Ersuchen Russlands besetzten im September 1848 schließlich osmanische Truppen die Walachei und beendeten damit die Erhebung. Die meisten Revolutionäre konnten ins Ausland fliehen.

## Revolution in Siebenbürgen
Während der Periode der österreichischen Herrschaft in Siebenbürgen waren die Rumänen gegenüber den Siebenbürger Sachsen, Magyaren und Szeklern oftmals politisch und wirtschaftlich benachteiligt, so war den Rumänen unter anderem in den meisten siebenbürgischen Städten das Wohnen innerhalb der Stadtmauern nicht erlaubt.
Die revolutionären Veränderungen in der Habsburgermonarchie erlaubten es den Rumänen im Frühjahr 1848 erstmals, sich politisch zu organisieren und zu äußern. Ziel der siebenbürgischen Rumänen war die Gleichstellung gegenüber den anderen Nationen. Ein Zusammenschluss mit den Donaufürstentümern Walachei und Moldau stand für die meisten Revolutionäre nicht zur Debatte.
Auf einer großen Volksversammlung in Blaj am 15. Mai 1848 verabschiedeten nach verschiedenen Angaben 15.000 bis 40.000 Menschen einen Forderungskatalog an den österreichischen Kaiser und den siebenbürgischen Landtag, in dem eine rechtliche Gleichstellung der rumänischen Nation gefordert wurde. Vor allem wiesen die Teilnehmer die Bestrebungen vieler Siebenbürger Ungarn zurück, eine politische Union mit Ungarn – das weitgehend von Österreich autonom sein sollte – zu erreichen. Die Besucher der Volksversammlung versicherten dem österreichischen Kaiser mehrfach ihre Treue. Die Versammlung war unter anderem von den Rechtsanwälten Avram Iancu und Alexandru Papiu-Ilarian, dem Gelehrten Simion Bărnuțiu sowie von Vertretern der orthodoxen und der griechisch-katholischen Kirche organisiert worden.
Der walachische Revolutionär Nicolae Bălcescu dagegen versuchte nach seiner Flucht aus der Walachei, die Rumänen in Siebenbürgen zu einem gemeinsamen Kampf mit den Ungarn gegen Österreich zu bewegen, scheiterte jedoch damit.
Nachdem die ungarische Revolutionsregierung unter Lajos Kossuth Siebenbürgen an Ungarn angegliedert hatte und absehbar war, dass durch die Magyarisierungspolitik sich die Stellung der Rumänen in Siebenbürgen nicht verbessern würde, entschloss sich Avram Iancu, mit einer Gruppe von Freiwilligen einen Partisanenkrieg gegen die ungarische Revolutionsarmee zu führen. Damit stellte er sich praktisch auf die Seite des österreichischen Kaisertums. Mit seinen Erfolgen und dem Sieg russischer und österreichischer Truppen über die ungarische Revolutionsarmee endeten die Unruhen auch in Siebenbürgen.
Die Verse der heutigen Hymne Rumäniens Deșteaptă-te, române! entstanden in dieser Zeit und bildeten zuerst die siebenbürgische Hymne.

## Entstehung Rumäniens in den Jahren nach der Revolution

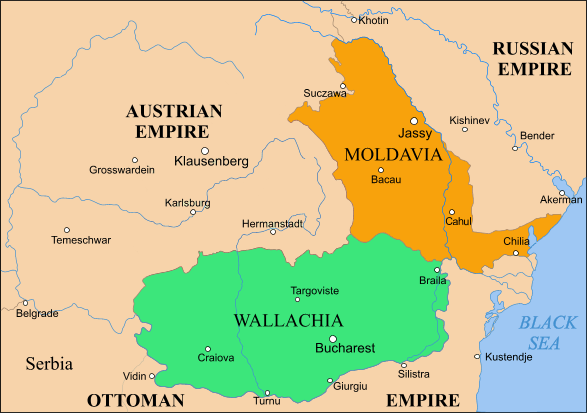
Die Region vor der Vereinigung der Donaufürstentümer Moldau und Walachei 1859

Als die zaristischen Truppen im Krimkrieg 1853 den Fluss Pruth überschritten und der Zar Nikolaus I. trotz Ultimatums der Westmächte und Entsendung eines französisch-englischen Geschwaders bis zur Dobrudscha marschierte, sah auch Österreich seine Interessen gefährdet und schickte sich an, aufgrund eines geheimen Abkommens mit dem Osmanischen Reich die Moldau und den größten Teil der Walachei zu okkupieren. Die Drohung Österreichs nötigte Russland zum Rückzug. Die Konferenz von Paris 1856 brachte für die rumänischen Fürstentümer das Ende des russischen Protektorats und erstmals eine gemeinsame Garantie der europäischen Mächte für ihre Unabhängigkeit, allerdings nominell weiter unter osmanischer Suzeränität. Bessarabien blieb bei Russland.
Die revolutionären rumänischen Führer von 1848 forderten einen neutralen Staat mit dem Namen România. Dieser expansionistische Name war für die Garantiemächte, insbesondere für Österreich, nicht akzeptabel.
Erst in der neuen Konvention von Paris vom 19. August 1858 fand man auf Veranlassung von Napoleon III. eine Formel für die verfassungsmäßige Entwicklung der Donaufürstentümer. 1859 beschlossen die verfassungsgebenden Versammlungen der Moldau und der Walachei eine nahezu identische Verfassung. Unter Verletzung der Konvention von Paris wählten dann die beiden Parlamente (die Moldau am 17. Januar 1859, die Walachei am 5. März 1859), Oberst Alexandru Ioan Cuza zum Fürsten und obersten Repräsentanten. Damit war faktisch die Vereinigung gegen den Wunsch der Garantiemächte herbeigeführt, denen nichts anderes übrig blieb, als das Fait accompli anzuerkennen.
Unter der Führung Cuzas entstanden die Vereinigten Fürstentümer der Moldau und Walachei, die sich zwei Jahre später, als Cuza Bukarest zur einzigen Hauptstadt deklariert hatte, am 11. November 1861 den Namen Rumänien gaben. Bis 1918 behielt Österreich-Ungarn die Kontrolle über die Rumänen Siebenbürgens.